# Micalet
Micalet è il nome con cui è popolarmente chiamato il campanile della Cattedrale di Valencia ed è uno dei principali simboli della città di Valencia. Il nome è il diminutivo della campana principale, Miquel, che a causa della fonetica locale è diventato Micalet. Per molti secoli è stato chiamato Campanar Nou o Campanar de la Catedral, per distinguerlo dal Campanar Vell, una torre dalla pianta  ottagonale di fattura romanica, situata nella calle de la Barchilla.
Costruita in stile gotico valenciano, è alta 50,85 metri e vi si accede dall’interno della Cattedrale, attraverso una scala a chiocciola con 207 scalini.

## Storia
Una targa posta alla base della torre parla delle sue origini:
I lavori furono iniziati nel 1381 dall'architetto Andreu Julià, che li continuò finché non furono interrotti nel 1396 a seguito di un terremoto. Nel 1402 la direzione dei lavori passa a Josep Franch, capomastro della Cattedrale, e nel 1414 viene incaricato Pere Balaguer, costruttore delle Torres dels Serrans. Nel 1425 si decise di terminare la costruzione nonostante mancasse la parte superiore, che non sarà mai costruita. Al suo posto venne costruita una struttura in legno che reggeva la campana, sostituita tra il 1660 e il 1763 da una torretta di pietra, quella che oggi possiamo vedere. Al principio aveva un elegante cresta traforata che serviva da corona, che fu abbattuta nel XVIII secolo, sostituita prima da un recinto di legno, e nel XIX secolo da una ringhiera metallica, fino al restauro del 1983 realizzato senza tener conto delle testimonianze archeologiche conservate fino a quel momento nello stesso terrazzo ed esposte ora presso la Casa del Campaner.